# Sonate pour piano de Barber
Pour les articles homonymes, voir Sonate pour piano (homonymie).
La Sonate pour piano en mi bémol mineur, op. 26 a été écrite par Samuel Barber en 1949 pour le vingt-cinquième anniversaire de la Ligue des compositeurs (en). Elle a été créée par le célèbre pianiste Vladimir Horowitz, et elle demeure depuis populaire parmi les pianistes.

## Histoire
En 1950, la League of Composers, une société visant à promouvoir les nouvelles œuvres américaines, célébrait le vingt-cinquième anniversaire de sa création. Samuel Barber a écrit une sonate de piano pour l'occasion, et a demandé à Vladimir Horowitz de l'exécuter. Sa demande a été acceptée, et l'œuvre a été reçue sous les applaudissements de la critique.
La sonate a été créée par Vladimir Horowitz à la Havane le 9 décembre 1949 et à New York le 23 janvier 1950.

## Structure
La sonate est en quatre mouvements, et dure environ vingt minutes.
1. Allegro energico
2. Allegro vivace e leggero
3. Adagio mesto
4. Fuga : Allegro con spirito

Bien que très difficile à exécuter, la sonate est bien plus qu'un chef-d'œuvre de virtuosité. Barber a intégré dans la sonate beaucoup d'idées musicales du XXe siècle, dont le chromatisme étendu et des séries tonales.
Le premier mouvement débute par un thème âpre, présenté dans deux tonalités. C'est la seule fois que Barber utilise des séries dodécaphoniques, et c'est au travers de ces structures que le matériel contrapuntique et thématique est développé. Le mouvement se termine comme il commence, plutôt brusquement dans la tonalité d'origine.
Le deuxième mouvement, en sol majeur, sert un peu de scherzo et est beaucoup plus clair sur le plan de la tonalité que le premier. Le motif d'ouverture est répété tout au long de l'ensemble du mouvement dans une variété de motifs et de tonalités. Presque aussi facilement qu'il commence, le deuxième mouvement s'enchaîne avec le troisième au moyen d'un grand arpège.
Comme dans le premier mouvement, le matériau thématique du troisième mouvement est présenté à travers des séries dodécaphoniques et des passages chromatiques. Le troisième mouvement accumule la tension grâce à son utilisation de progressions d'accords fortement dissonants, et est beaucoup plus sombre que le second.
Le dernier mouvement est une fugue intense (en mi bémol mineur), utilisant un thème simple très rythmé. Bien qu'il s'agisse d'une fugue à quatre voix, certains passages introduisent six voix. La fugue est très difficile à interpréter, et se termine avec emphase.

## Enregistrements notables
- Vladimir Horowitz, enregistré chez RCA Victor
- Marc-André Hamelin, enregistré chez Hyperion
- Van Cliburn, enregistré chez RCA
- John Browning, enregistré chez Phoenix USA
- Stephen Beus (en), enregistré chez Endeavour Classics
- Olga Kern, enregistré chez Harmonia Mundi
- Daniel Pollack, enregistré chez Naxos - Grammy Nomination
- Terence Judd, enregistré chez Chandos Records